# Bremeria monantha
Bremeria monantha är en måreväxtart som först beskrevs av Herbert Fuller Wernham, och fick sitt nu gällande namn av Sylvain G. Razafimandimbison och Grecebio Jonathan D. Alejandro. Bremeria monantha ingår i släktet Bremeria och familjen måreväxter.
Artens utbredningsområde är Madagaskar. Inga underarter finns listade i Catalogue of Life.